# Campeonato Nacional de Fútbol de Salón 2017 (Paraguay)
El XLVII Campeonato Nacional de Fútbol de Salón - Itapúa 2017 fue la 47.ª edición del Campeonato Nacional de Fútbol de Salón de Paraguay. Fue organizado por novena vez por la Federación Paraguaya de Fútbol de Salón (FPFS) y participaron 20 equipos. Inició el 28 de febrero de 2017 y finalizó el 11 de marzo del mismo año. Los partidos fueron jugados en cuatro ciudades del departamento de Itapúa: Encarnación, Obligado, Capitán Miranda y Carmen del Paraná.

Luego de once años, y por tercera vez, Villa Hayes fue consagrado campeón.

## Modalidad
Los veinte equipos participantes se dividieron en cuatro grupos de cinco cada uno, donde disputaron una ronda de partidos de todos contra todos en el grupo. Los dos mejores equipos de cada grupo pasaron a los duelos finales.

## Equipos participantes[1]
| Equipos clasificados   |
| ---------------------- |
| Amambay                |
| Caacupé                |
| Caaguazú               |
| Capiatá                |
| Capitán Bado           |
| Capitán Miranda        |
| Carmen del Paraná      |
| Colonias Unidas        |
| Concepción             |
| Encarnación            |
| Horqueta               |
| Ñemby                  |
| Mariano Roque Alonso   |
| Paranaense             |
| Presidente Franco      |
| Santa Rosa de Lima     |
| Santa Rosa del Aguaray |
| Tebicuary              |
| Villa Hayes            |
| Villarrica             |

## Desarrollo

### Primera fase[3]

#### Grupo A
| Equipo                 |
| ---------------------- |
| Amambay                |
| Colonias Unidas        |
| Horqueta               |
| Santa Rosa del Aguaray |
| Mariano Roque Alonso   |

#### Grupo B
| Equipo            |
| ----------------- |
| Capitán Bado      |
| Presidente Franco |
| Villarrica        |
| Caaguazú          |
| Capitán Miranda   |

#### Grupo C
| Equipo             |
| ------------------ |
| Encarnación        |
| Villa Hayes        |
| Santa Rosa de Lima |
| Tebicuary          |
| Concepción         |

#### Grupo D
| Equipo            |
| ----------------- |
| Capiatá           |
| Ñemby             |
| Carmen del Paraná |
| Paranaense        |
| Caacupé           |

### Segunda fase[4]

#### Semifinal
En el cuadrangular de la semifinal jugaron los 4 equipos con mayor puntaje de cada grupo de la primera fase vs los 2.os de cada grupo, los 4 ganadores de cada partido pasan a la instancia final. Esta fase es conocida localmente como 'Mata-Mata'
| 6 de marzo de 2017 | Amambay | 3 - 1 | Presidente Franco | Polideportivo Ka’a Poty, Obligado |  |

| 6 de marzo de 2017 | Capitán Bado | 3 - 0 | Colonias Unidas | Polideportivo Municipal de Capitán Miranda, Capitán Miranda |  |

| 6 de marzo de 2017 | Encarnación | 3 - 2 | Ñemby | Polideportivo San Roque, Encarnación |  |

| 6 de marzo de 2017 | Capiatá | 1 - 10 | Villa Hayes | Polideportivo Municipal de Carmen del Paraná, Carmen del Paraná |  |

#### Finales
Los ganadores de los 4 partidos de la semifinal utilizarán el sistema round-robin para coronar al campeón. En caso de empate, no se tomará en cuenta las diferencias de goles.
| Equipo       | Pts | PJ | PG | PE | PP | GF | GC | Dif |
| ------------ | --- | -- | -- | -- | -- | -- | -- | --- |
| Villa Hayes  | 6   | 4  | 3  | 0  | 1  | 14 | 8  | 6   |
| Encarnación  | 4   | 4  | 2  | 0  | 2  | 9  | 12 | -3  |
| Capitán Bado | 2   | 3  | 1  | 0  | 2  | 5  | 6  | -1  |
| Amambay      | 2   | 3  | 1  | 0  | 2  | 4  | 6  | -2  |

| 8 de marzo de 2017 | Encarnación | 3 - 9   | Villa Hayes | Polideportivo San Roque, Encarnación |  |
|                    |             | Reporte |             |                                      |  |

| 8 de marzo de 2017 | Capitán Bado | 3 - 1   | Amambay | Polideportivo San Roque, Encarnación |  |
|                    |              | Reporte |         |                                      |  |

| 9 de marzo de 2017 | Amambay | 3 - 0   | Villa Hayes | Polideportivo San Roque, Encarnación |  |
|                    |         | Reporte |             |                                      |  |

| 9 de marzo de 2017 | Encarnación | 2 - 1   | Capitán Bado | Polideportivo San Roque, Encarnación |  |
|                    |             | Reporte |              |                                      |  |

| 10 de marzo de 2017 | Capitán Bado | 1 - 3   | Villa Hayes | Polideportivo San Roque, Encarnación |  |
|                     |              | Reporte |             |                                      |  |

| 10 de marzo de 2017 | Encarnación | 3 - 0   | Amambay | Polideportivo San Roque, Encarnación |  |
|                     |             | Reporte |         |                                      |  |

Debido al empate en la tabla de posiciones entre Villa Hayes y Encarnación, con 4 puntos cada uno, se llevó a cabo una 'finalísima' para coronar al campeón.
| 11 de marzo de 2017 | Villa Hayes | 2 - 1   | Encarnación | Polideportivo San Roque, Encarnación |  |
|                     |             | Reporte |             |                                      |  |

### Campeón
| Campeón Villa Hayes 3.er título |

| Predecesor: Concepción 2016 | Campeonato Nacional de Fútbol de Salón 2017 | Sucesor: TBA 2018 |